# أموري عيدان
أموري عيدان (25 حزيران 1993 ) هو لاعب كرة قدم عراقي في مركز مدافع (كرة قدم).
شارك مع منتخب العراق لكرة القدم. أما مع النوادي، فقد لعب مع نادي الزوراء ونادي النجف. يلعب حاليًا مع نادي الكهرباء.